# Mistrovství Evropy v zápasu ve volném stylu 1999
Mistrovství Evropy v zápasu ve volném stylu mužů proběhl v Minsku (Bělorusko) žen v Götzisu (Rakousko).

## Muži
| Kategorie | Zlato                     | Stříbro                | Bronz               |
| --------- | ------------------------- | ---------------------- | ------------------- |
| 54 kg     | Oleksandr Zacharuk        | Ivan Conov             | Leonid Čučunov      |
| 58 kg     | Harun Doğan               | Michele Liuzzi         | Otar Tušišvili      |
| 63 kg     | Elbrus Tedejev            | Serafim Barzakov       | Murad Umachanov     |
| 69 kg     | Zaza Zozirovi             | Velichan Alachverdijev | Emzar Bedynejišvili |
| 76 kg     | Adam Sajtijev             | Alyk Muzajev           | Alexander Leipold   |
| 85 kg     | Magomed Ibragimov         | Igors Samušonoks       | Šamil Isajev        |
| 97 kg     | Kuramagomed Kuramagomedov | Vadim Tasojev          | Eldar Kurtanydze    |
| 130 kg    | Andrej Šumilin            | Aydın Polatçı          | Sven Thiele         |

## Ženy
| Kategorie | Zlato                  | Stříbro                  | Bronz               |
| --------- | ---------------------- | ------------------------ | ------------------- |
| 46 kg     | Inga Karamčakovová     | Yuliya Voitova           | Farah Touchi        |
| 51 kg     | Marta Wojtanowska      | Yelena Yegoshina         | Tanja Sauter        |
| 56 kg     | Anna Gomisová          | Sara Erikssonová         | Tetiana Lazareva    |
| 62 kg     | Nikola Hartmann-Dünser | Małgorzata Bassa-Roguska | Diletta Giampiccolo |
| 68 kg     | Lise Legrand           | Ewelina Pruszko          | Anita Schätzle      |
| 75 kg     | Tetiana Komarnytska    | Elvira Barriga           | Elmira Kurbanova    |